# 丰安军
丰安军，唐代军名，治丰安城，位于今宁夏回族自治区中宁县石空镇。武则天万岁通天初年(696年)置,系关内道九军府之一。
该军初隶于关内道，开元九年(721年)后属朔方节度使所管七军府之一，由朔方节度使统领。驻守于灵州(今宁夏灵武)西黄河外180里，管兵8000人，有马1300匹。
丰安军使王海宾在与吐蕃的战争中战死，其子为名将王忠嗣，后为河西、陇右、朔方、河东四镇节度使。